# فناوری‌های استودیوی مجازی

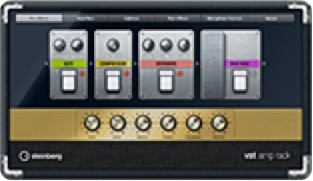
یک VST در کیوبیس

وی‌اس‌تی یا VST سرواژه کلمات فناوری‌های استودیوی مجازی (به انگلیسی Virtual Studio Technology) است، که اولین بار توسط کمپانی اشتاینبرگ و برای نخستین ویراست‌های محیط کار صوتی دیجیتالش، کیوبیس ارائه شد.

## آشنایی جامع
این تکنولوژی با استفاده از DSP (پردازش سیگنال دیجیتال) قادر به ضبط و ویرایش صدا و ترکیب سینتی سایزرها، افکت‌ها و پلاگین‌ها در یک محیط کاربری آسان برای مدیریت کامل بر روی این قسمت‌ها را فراهم می‌آورد، قبل از به وجود آمدن وی اس تی‌ها سازها به صورت آکوستیک رکورد شده و در موسیقی استفاده می‌شدند یا این که با استفاده از سخت‌افزارهای سینتی سایزر که با ویرایش فرکانس یک صدای اولیه اصوات گوناگونی ایجاد می‌کردند، لازم است ذکر شود که امروزه هم بسیاری از سازها به صورت زنده رکورد می‌شوند و وی اس تی‌ها به‌طور ۱۰۰٪ نمی‌توانند جای آن‌ها را بگیرند.

## انواع
تنوع VSTها به شکل جدی زیاد است اما بطور کلی می‌توان آن‌ها را تقسیم بندی نمود. یک نوع اصلی وی اس تی VST HOST نام دارد که به همین نرم‌افزارهای میزبان آهنگسازی گفته می‌شود. این دسته ارتباط و مدیریت بین تمام قسمت‌ها را انجام می دهند مثل نرم‌افزارهای FL STUDIO، CUBASE، REASON، SONAR و بسیاری دیگر. اقسام دیگر یا سازند، یا افکت الحاقی (Plug-in).
نوع دیگر وی اس تی‌ها که در این مطلب ما بیشتر به این شاخه می پردازیم VST Plugins می‌باشند که خود از سه نوع مختلف تشکیل شده اند:
- VST Instruments

سازهای مجازی که دارای بانک صداهایی می‌باشند که از قبل رکورد شده یا با استفاده از سینتی سایزر مجازی تولید صدا را انجام می دهند که مخفف این نوع VSTI می‌باشد ، مثال برای ساز پیانو VSTI پیانو نیز وجود دارد که با رکورد گیری از تمام نت‌ها ، شدت فشار به صفحه کلید ، افکت‌ها در محیط‌های مختلف و گزینه‌های دیگر یک بانک صدا به وجود می‌آید که در یک محیط کاربری قابل استفاده می‌باشد، این بانک صداها بسته به نوع تولید می‌توانند دارای محیط نرم‌افزاری جداگانه باشند یا اینکه تحت پلیرهای گوناگون تولید شوند که یکی از معروفترین و پرکاربردترین پلیرها KONTAKT PLAYER می‌باشد.
سینتی سایزرهای نرم‌افزاری همان سینتی سایزرهای قدیمی سخت افزاری می‌باشند با تکنولوژی بسیار پیشرفته تر و امروزی تر که با استفاده از یک صدای اولیه که معمولاً بیس می‌باشد یا یک صدای دیگر اصوات گوناگونی ایجاد می‌کنند و معمولاً شرکت‌های تولیدکنندهٔ این نوع وی اس تی‌ها بسیاری Presetsهای آماده را به‌طور پیش فرض برای استفاده قرار می دهند، برای این نوع وی اس تی‌ها می‌توان MASSIVE ، SERUM ، sylenth1 را مثال زد.
- VST Effects:

افکت‌های مجازی می‌باشند که ویرایش‌های مختلفی بر روی صدا انجام می دهند از جمله افکت‌های Reverb ، EQ ، Delay و وی اس تی‌های مخصوص مسترینگ آهنگ مثل OZONE.
- VST MIDI Effects

پردازش بر روی میدیها با استفاده از تکنولوژی صفر و یک مانند Transpose.

## کتاب‌ها
آموزش فن‌آوری استودیوی مجازی(کیوبیس):
- نوشته: محمدرضا زینعلی
- شابک: ۳-۵۱-۸۶۲۶-۹۶۴-۹۷۸
- انتشارات: سرود
- تعداد صفحه: ۶۴۴
- چاپ دوم: اردیبهشت ۱۴۰۳
- نوع جلد: شومیز
- قطع: وزیری